# Фёдоров, Сергей Яковлевич
Сергей Яковлевич Фёдоров (1 мая 1910, Харьков — 8 февраля 2003, Москва) — советский военный, государственный и политический деятель, генерал-лейтенант авиации.

## Биография
Родился в 1910 году в Харькове. Член КПСС с 1932 года.
С 1932 года — на хозяйственной, общественной и политической работе. В 1932—1989 гг. — на политической работе и командных должностях в авиационных частях Рабоче-Крестьянской Красной Армии, участник Великой Отечественной войны, начальник политотдела корпуса, начальник политотдела воздушной армии Дальней авиации в Винницкой области, на политической работе в авиационных частях, начальник Музея Военно-воздушных сил СССР в Монино.
Делегат XIX и XX съезда КПСС.
Умер в Москве в 2003 году.